# Міхал Рожек

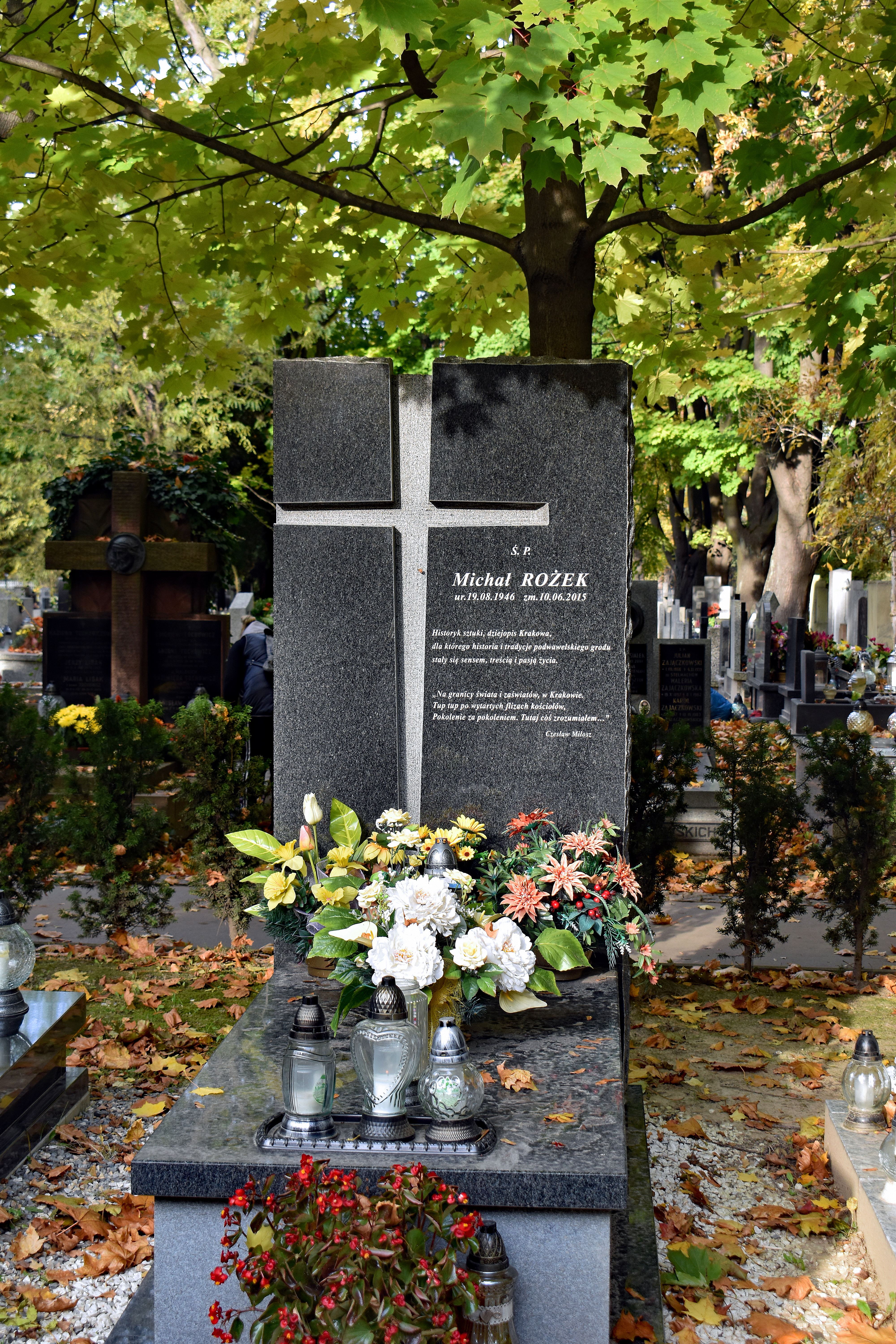
Раковицький цвинтар, алея Заслужених.
Могила Міхала Рожека.

Міхал Рожек (нар. 19 серпня 1946 у Кракові , пом. 10 червня 2015 там же  ) — польський історик мистецтва, автор численних публікацій, присвячених переважно мистецтву та історії Кракова.

## Біографія
Він був сином Юзефа Рожека, аптекаря  . Закінчив загальноосвітню школу №21 імені Владислава Ягелло  . У 1964 році склав випускні іспити в II ліцеї ім. Собєського в Кракові  . У гімназійні роки він вступив до Товариства любителів історії та пам'яток Кракова та Товариства друзів мистецтв  . У 1969 році закінчив факультет історію мистецтва в Ягеллонському університеті . Також відвідував лекції з історії  . Під керівництвом Адама Бохнака захистив дисертацію на тему "Архітектура та внутрішнє оформлення єпископського палацу в Кракові"  .
У 1972 р. захистив докторську дисертацію на тему "Культурно-мистецьке меценатство краківської буржуазії в XVII столітті" під керівництвом Яніни Бєняжівни  . У січні наступного року йому було присвоєно звання доктора  . У 1974 році був прийнятий на посаду старшого асистента Краківського педагогічного університету  . З 1977 року був доцентом цього університету  . Проводив заняття з історії Польщі на культурному тлі, магістерські семінари з історії мистецтва та культури, читав лекції в аспірантурі  .
У 1980 році здобув ступінь доктора , габілітований у Кпраківському педагогічному університеті на основі дисертації "Вавельська катедра в XVII столітті"  .Того ж року був призначений на посаду доцента  . У 1991 році закінчив роботу в університеті  . Паралельно з роботою в педагогічному університеті він також викладав заняття в Папській академії теології  .
Багато років співпрацював з Інститутом історії та Інститутом мистецтва Польської академії наук  . У 1976-1988 роках співпрацював з редакцією Польського біографічного словника, публікуючи переважно біографії художників  . У 2009 році був призначений до Соціального комітету реставрації пам’яток у Кракові  . З 1974 року, понад 40 років, він готував гідів по Кракову  . Був експертом у науково-популярних програмах на телебаченні ( "Краків маловідомий" ) і "TV Kraków" ( "Таємниці старого Кракова" )  .
Мешкав у Кракові на вул. Лобзовській . 16 червня 2015 року похований на алеї Заслужених на Раковицькому цвинтарі.

## Творчість
Всього він був автором понад 1300 наукових, науково-популярних публікацій  . У 1976 році він опублікував "Краківська катедра на Вавелю", якому передував вступ Кароля Войтили  . У 1977 році вийшло перше видання перевиданих "Королівських могил у Кракові"  . У 1980-х роках його найвідомішими книжковими публікаціями були книги, присвячені Кургану Костюшка, королівським регаліям і Скалці  . Готував тексти для краківських альбомів Адама Буяка  . У 1986 році разом з Яном Крациком вони видали популярну книгу під назвою "Пройдисвіти, лиходії та розпусниці в старому Кракові"  . Він був автором кількох томів серії «Історія польського народу та держави»  . У 1993 році вийшов класичний "Путівник по пам’ятках і культурі Кракова"  . У наступні роки опублікував твори про Віта Ствоша, костел Св. Марії або св. Флоріана, він також багато разів змінював, розширював і виправляв свої старі публікації під час наступних видань  . Свої статті публікував у в « Rocznik Krakowski », « Історичні студії » та « Бюлетень історії мистецтва ». З 1998 по 2013 рік співпрацював з « Dziennik Polski », пишучи переважно для суботніх випусків газети  . З 1975 по 1982 рік, а потім з 1992 по 1997 рік він писав для « Echo Krakowa »  .

## Нагороди
Лауреат премій, в т.ч. у 1990 році він отримав нагороду міста Кракова, у вересні 1995 року — краківську нагороду «Книга місяця» (за книгу "Вавель і Скалка. Польські пантеони" ).

## Вибрані видання
- Вавельська катедра у Кракові (1976)
- Мистецьке меценатство краківського міщанства в XVII ст. (1977)
- Вавельська катедра у 17 столітті (1980)
- Курган Костюшко в Кракові (1981)
- Розбійники, лиходії, повії в старому Кракові [співавтор з Яном Краціком] (1986)
- Національний Пантеон на Скалці (1987)
- Польські коронації та корони (1987)
- Некрополі польських королів і князів (1988)
- Містичний Краків (1991)
- Полоніка в церквах Риму (1991)
- Путівник по пам'ятках і культурі Кракова (1993)
- Диявол у польській культурі (1993)
- Гарячі серця (2001)
- Дивовижні історії (2001)
- Пасьянс підвавельський. Розповідь про людей, які відвідали Краків (2001)
- Домашній Краків (2001)
- Вавель, завжди Вавель (2001)
- Краків (2002)
- Таємниці Кракова (2003)
- Краків. Нерозказані історії (2004)
- Сільва Рерум. Незвичайний путівник по Кракову (2005)
- Святий брат Альберт (2005)
- Celeberrima urbs. Путівник по пам'ятках Кракова (2006)
- Альтер Рома. Священні місця Кракова (2007)
- Базиліка Пресвятого Серця Ісуса в Кракові. [у співавторстві з Edward Stoch SJ] (2007)
- Перемога Яна III Собеського під Віднем. Відлуння Вікторії , ред. Петрусь (2008)
- Королівські гробниці на Вавелі, Вид. Петрусь (2008; вид. лютий 2010 р. ред. березень 2013 р. ред. IV 2015, там само)
- Міфологія Кракова (2008)
- Ми відвідаємо Краків за три дні (2008) [6]
- Делікатеси на замовлення, Wyd. Петрусь (2009)
- Вавельський собор у Кракові. Історія - Люди - Мистецтво - Звичаї , ред. Петрусь (2010; вид. лютий 2012 р. ред. Березень 2015, там само)
- Пройдисвіти, лиходії, розпусниці в старому Кракові [співавт. з Яном Крациком], Вид. Петрусь (2010)
- 600 років Грюнвальдської битви (2010)
- Краківський раптулярз. Нариси з історії (2011)
- Польські коронаційні знаки, вид. Петрусь (2011)
- Скалка, ред. Петрусь (2011)
- Магія культури, ред. Петрусь (2012)
- Базиліка св. Флоріан , ред. Петрусь (2013)
- Етос шляхетської садиби, вид. Петрусь (2013)
- Великий на Вавелі, Вид. Петрусь (2013)
- Віт Ствош Ред. Петрусь (2014)
- Путівник паломника по церквах і санктуаріях Кракова, Велички та околиць, Вид. Петрусь (2016)
- Той кривавий сарматизм Ред. Петрусь (2016)
- Путівник для паломників по санктуаріях і церквах Кракова, Велічки та околиць, Вид. Петрусь (2016)
- Магія, алхімія та… королівські гороскопи, Вид. Петрусь (2016)

## Виноски
1. 1 2  Бібліотека Конгресу — Library of Congress.
2. 1 2 3  Чеська національна авторитетна база даних
3. ↑  Bibliothèque nationale de France BNF: платформа відкритих даних — 2011.
4. 1 2 3 4 5 6 7 8 9 10 11 12 13 14 15 16 17 18 19 20 21 22 23 24 25 26 27 28 29 30 31 32 33  Róg, 2019.
5. ↑  Profesor od złoczyńców i hultajów. Autor słynnych książek o Krakowie. dziennikpolski24.pl.
6. ↑  Zwiedzamy Kraków w trzy dni.

## Зовнішні посилання
- Wywiad z Michałem Rożkiem. wsp.krakow.pl.
- Pogrzeb prof. Michała Rożka